# باب الخاصة
باب الخاصة وهو الباب السابع من أبواب سور حريم دار الخلافة في بغداد، وهو يأتي بعد باب النصر. وكان اسم باب الخاصة يطلق على باب بدر أولاً ثم أُهمل. وذكر ياقوت الحموي في معجمه، ان باب الخاصة كان أحد ابواب دار الخلافة المعظمة ببغداد، أحدثه الخليفة الطائع تجاه دار الفيل، وباب كلواذى الواقعة جنوبي دار الخلافة.
وقد نبه الدكتور مصطفى جواد إلى وهم لسترنج وخلطه بين باب الخاصة القديم الذي سمي باب بدر وبين باب الخاصة الجديد.